# Kasachische Bandynationalmannschaft der Herren

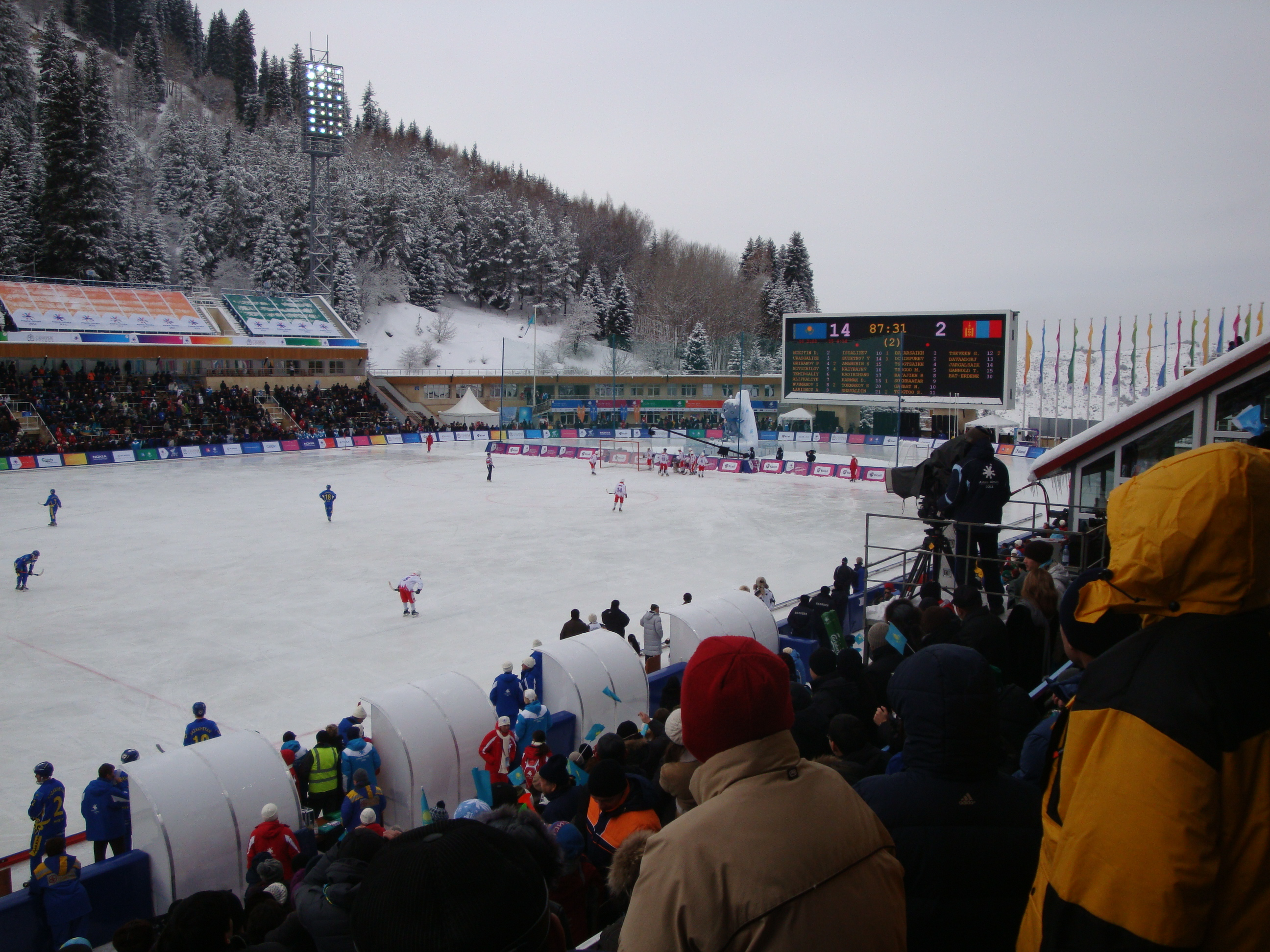
Winter-Asienspiele 2011, Kasachstan gegen die Mongolei

Die kasachische Bandynationalmannschaft der Herren präsentiert Kasachstan bei internationalen Herren-Spielen im Bandy. 1994 wurde die Bandy Federation of Kazakhstan in den internationalen Bandy-Verband, der FIB, aufgenommen. 
Das Team errang bislang drei Bronzemedaillen bei den Weltmeisterschaften 2003, 2005 und 2012. Bei den Winter-Asienspielen 2011 in Kasachstan gewann die Mannschaft Gold durch einen Sieg im Finale über die Mongolei.

## Kasachstan bei Weltmeisterschaften
- Höchster Sieg: 29:0 gegen Ungarn (WM 2018)
- Höchste Niederlage: 3:21 gegen Russland (WM 2006)

| Turnier                      | Ort                 | Gruppe | Gruppenplatzierung | Endplatzierung |
| ---------------------------- | ------------------- | ------ | ------------------ | -------------- |
| Bandy-Weltmeisterschaft 1995 | USA                 | B      | 1. (von 4)         | 4. (von 8)     |
| Bandy-Weltmeisterschaft 1997 | Schweden            | A      | 5. (von 5)         | 4. (von 9)     |
| Bandy-Weltmeisterschaft 1999 | Russland            | A      | 5. (von 6)         | 5. (von 6)     |
| Bandy-Weltmeisterschaft 2001 | Finnland & Schweden | A      | 3. (von 7)         | 4. (von 7)     |
| Bandy-Weltmeisterschaft 2003 | Russland            | A      | 4. (von 5)         | 3. (von 5)     |
| Bandy-Weltmeisterschaft 2004 | Schweden            | A      | 4. (von 5)         | 4. (von 11)    |
| Bandy-Weltmeisterschaft 2005 | Russland            | A      | 4. (von 6)         | 3. (von 11)    |
| Bandy-Weltmeisterschaft 2006 | Russland            | A      | 4. (von 6)         | 4. (von 12)    |
| Bandy-Weltmeisterschaft 2007 | Schweden            | A      | 4. (von 6)         | 4. (von 12)    |
| Bandy-Weltmeisterschaft 2008 | Russland            | A      | 4. (von 6)         | 4. (von 13)    |
| Bandy-Weltmeisterschaft 2009 | Schweden            | A      | 4. (von 6)         | 4. (von 13)    |
| Bandy-Weltmeisterschaft 2010 | Russland            | A      | 4. (von 6)         | 4. (von 11)    |
| Bandy-Weltmeisterschaft 2011 | Russland            | A      | 4. (von 6)         | 4. (von 11)    |
| Bandy-Weltmeisterschaft 2012 | Kasachstan          | A      | 3. (von 6)         | 3. (von 14)    |
| Bandy-Weltmeisterschaft 2013 | Schweden            | A      | 3. (von 6)         | 3. (von 14)    |
| Bandy-Weltmeisterschaft 2014 | Russland            | A      | 3. (von 4)         | 3. (von 17)    |
| Bandy-Weltmeisterschaft 2015 | Russland            | A      | 3. (von 4)         | 3. (von 16)    |
| Bandy-Weltmeisterschaft 2016 | Russland            | A      | 3. (von 4)         | 4. (von 16)    |
| Bandy-Weltmeisterschaft 2017 | Schweden            | A      | 4. (von 4)         | 5. (von 18)    |
| Bandy-Weltmeisterschaft 2018 | Russland            | A      | 1. (von 4)         | 4. (von 12)    |

## Kasachstan bei Asienspielen
- Bilanz: 3 Spiele (3 Siege)
- Höchster Sieg: 21:0 gegen Kirgistan (2011)
- Höchste Niederlage: noch keine Niederlage

| Turnier | Ort                | Endplatzierung |
| ------- | ------------------ | -------------- |
| 2011    | Almaty, Kasachstan | 1. (von 3)     |